# Samuel Eiján
Samuel Eiján Lorenzo (San Clodio - Leiro, Orense, 10 de mayo de 1876 - † Santiago de Compostela, 14 de diciembre de 1945), que escribió en algunas ocasiones bajo el pseudónimo de Fraysel, fue un sacerdote franciscano, historiador y poeta español, en lengua gallega y castellana.

## Datos biográficos

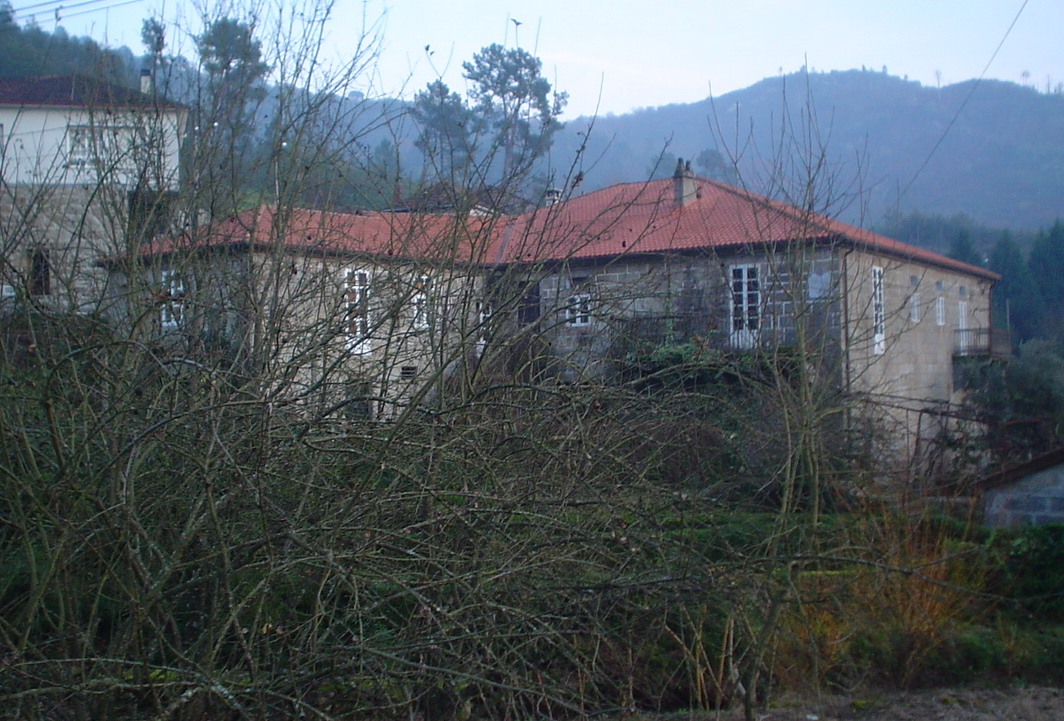
Casa natal de Samuel Eiján en San Clodio (Leiro).

Nacido en mayo del año 1876 en la parroquia de San Clodio (Leiro), recibió el sacramento del orden en septiembre de 1899. A lo largo de toda su carrera eclesiástica ocupó cargos de gran importancia dentro de la Orden Franciscana: superior del convento del Santo Sepulcro en Jerusalén, procurador general de Tierra Santa, definidor provincial, ministro provincial y custodio de la provincia. También fue miembro de múltiples instituciones como el Instituto Histórico do Minho y de la Junta del Patronato de la Obra Pia de los Santos Lugares, además de convertirse en numerario de la Real Academia Gallega el 27 de julio de 1941, junto con otros dieciocho académicos más. Colaboró con asiduidad en diversas revistas y fue director de El Eco Franciscano, que era una publicación de información general religiosa. Falleció en la ciudad gallega de Santiago de Compostela, a la edad de 69 años.

## Obra
Samuel Eiján fue un escritor muy prolífico, sobre todo en lengua castellana, que cultivó la práctica totalidad de los géneros literarios (narrativa, ensayo, poesía, teatro...) bajo la influencia de sus creencias religiosas y de su profundo apego a su tierra natal.

### Ensayos historiográficos
- Historia de Ribadavia y sus alrededores (1920): es una obra en la que el autor hace un exhaustivo estudio de todos los acontecimientos históricos que se fueron sucediendo con el paso del tiempo en la comarca de Ribadavia. Además, en su parte final contiene un índice de autores, obras, archivos y pueblos.

- España mirando a Tierra Santa: Nuevas anotaciones históricas (1926)

- La poesía franciscana en España, Portugal y América (siglos XIII-XIX): nuestros juglares del señor (1935)

### De carácter regional (poemas en gallego)
- Mágoas. Versos gallegos (la primera edición es de 1902, mientras que la segunda es de 1913): con en esta creación, el sacerdote franciscano se confirma como un buen versificador, acercándose de forma sincera a temas comunes y tradicionales como el paso inexorable del tiempo, la nostalgia y melancolía del hogar, la emigración y las dudas existenciales.

- D'a y-alma. Versos gallegos (año 1915): obra profundamente marcada por la introversión y todo tipo de manifestaciones agónicas, con una persistente identificación con la naturaleza y la solidaridad con las clases sociales más desfavorecidas. La crítica ha llegado a considerar a la poesía mística de Eiján Lorenzo como una continuación de la cultivada por Juan Antonio Saco y Arce.

- Froliñas de San Francisco. Romanceiro seráfico galicián (año 1926): en esta obra literaria, creada con la intención de homenajear al santo en el séptimo aniversario de su fallecimiento, comenta la figura de San Francisco y algunas leyendas gallegas protagonizadas por la figura del santo.

### Otras
- Nueva guía de Tierra Santa (1908)
- Narraciones y leyendas del oriente (1910)
- Rumores del Avia (1916)
- Hispanidad en Tierra Santa; actuación diplomática (1943)
- El Patronato Real de los Santos Lugares en la historia de Tierra Santa (1945 - 1946)
- El socialista modelo: novela traducida a la lengua francesa.
- Luchas y victorias
- Quadros de mi tierra